# Russell-Einstein-Manifest
Das Russell-Einstein-Manifest oder die Russell-Einstein-Erklärung bezeichnet ein hauptsächlich von Bertrand Russell im Jahr 1955 in London verfasstes und am 9. Juli 1955 publiziertes Manifest über die Folgen eines Einsatzes von Nuklearwaffen. Das Manifest wurde neben Bertrand Russell von zehn weiteren namhaften Wissenschaftlern unterzeichnet und legte den Grundstein für die Pugwash-Konferenz.

## Einordnung und Kernaussagen
Das „Russell-Einstein-Manifest“ ging zurück auf ein Gespräch zwischen Bertrand Russell und Albert Einstein, der im April 1955 verstorben war und seine Unterschrift in den letzten Tagen seines Lebens gegeben hatte. Der konkrete zeitliche Bezug auf dem Höhepunkt des Kalten Kriegs zwischen den westlichen und den östlichen Bündnissystemen waren die vom Februar bis zum Mai 1954 von den USA vorgenommenen fünf Wasserstoffbombenversuche auf dem Bikini-Atoll, die große Gebiete verstrahlt hatten. Radioaktiver Niederschlag wurde in seiner zerstörerischen Wirkung nach den Bravo-Tests im Zuge der Atombombentestserie „Castle“ auf den Marshallinseln und nach der damit bewirkten Verseuchung der Inselbewohner und der Besatzung eines japanischen Fischerboots zu einem weltweit diskutierten Thema.
Der jüngste Unterzeichner, Józef Rotblat, hatte am Manhattan-Projekt teilgenommen. Er wurde in den folgenden Jahrzehnten „der aktivste Verfechter der Inhalte des Manifests“.
Das Manifest traf u. a. die folgenden Feststellungen:
- Die Menschheit solle sich bewusst werden, dass mit dem Einsatz von Wasserstoffbomben nicht „nur“ Städte ausgelöscht würden, sondern die Existenz der gesamten Menschheit bedroht werde.
- Die massive Dezimierung der Bestände an Nuklearwaffen sei ein wichtiger erster Schritt zum Abbau von internationalen Spannungen.
- Die friedliche Lösung internationaler Konflikte sei eine Notwendigkeit.
- Nur durch die Rückbesinnung auf die eigene Menschlichkeit und die bewusste Entscheidung gegen bewaffnete Konflikte könne der Fortbestand der Menschheit gesichert werden.

## Zitate
We shall try to say no single word which should appeal to one group rather than to another. All, equally, are in peril, and, if the peril is understood, there is hope that they may collectively avert it.
Sinngemäße Übersetzung:
Wir werden versuchen, kein einziges Wort zu äußern, welches der einen Seite mehr gefällt als der anderen. Alle sind gleichermaßen in Gefahr, und wenn die Gefahr verstanden wird, gibt es Hoffnung, dass wir sie gemeinsam abwenden können.
It is feared, that if many H-bombs are used there will be universal death, sudden only for a minority, but for the majority a slow torture of disease and disintegration.
Sinngemäße Übersetzung:
Es wird befürchtet, dass beim Einsatz vieler Wasserstoffbomben weltweit Menschen sterben werden, davon nur eine Minderheit sofort, die Mehrheit jedoch langsam und qualvoll an Krankheit und Verfall.

## Unterzeichnung
Folgende Wissenschaftler haben das Manifest unterzeichnet:
- Max Born
- Percy Williams Bridgman
- Albert Einstein
- Leopold Infeld
- Frédéric Joliot-Curie
- Hermann Joseph Muller
- Linus Carl Pauling
- Cecil Powell
- Józef Rotblat
- Bertrand Russell
- Hideki Yukawa

Auch Otto Hahn, auf dessen Initiative nur wenige Tage später am 15. Juli 1955 die Mainauer Kundgebung der Nobelpreisträger veröffentlicht wurde, war von Bertrand Russell gebeten worden zu unterzeichnen, sagte aber ab: „Der Russell-Aufruf in den Zeitungen bringt etwa den Inhalt unseres Manifestes. Aber wegen der einseitig linken Tendenz hatte ich Russell abgelehnt zu unterschreiben.“